# Jesus Asurmendi
Jesus Asurmendi (* 1945) ist ein französischer römisch-katholischer Theologe.

## Leben
Asurmendi studierte römisch-katholische Theologie. Er ist als Hochschullehrer für Katholische Theologie am Institut Catholique de Paris tätig.

## Werke (Auswahl)
- Baruch: Causes, Effects and Remedies for a Disaster in Deuterocanonical and Cognate Literature, Jahrbuch 2006, Berlin – New York, Walter de Gruyter, 2006.
- La construction d’Haman dans le livre d’Esther in: Flores Florentino, Mélanges Pr., García, Leiden, Brill 2007.